# Władysław Blinstrub
Władysław Blinstrub (ur. 5 lipca 1882, zm. 13 czerwca 1969) – oficer Wojska Polskiego w stopniu komandora porucznika, dowódca Flotylli Pińskiej, uczestnik I wojny światowej i wojny polsko-bolszewickiej.

## Życiorys
Urodził się w zaborze rosyjskim. W 1906 ukończył Morski Korpus w Petersburgu i rozpoczął służbę w Imperatorskiej Marynarce Wojennej. W 1907 roku otrzymał awans na miczmana, natomiast sześć lat później na lejtnanta. Podczas I wojny światowej był przydzielony do Floty Bałtyckiej.
W 1919 roku przybył do Polski i wstąpił do odrodzonej Marynarki Wojennej. Został zweryfikowany jako major marynarki i wyznaczony szefem Sztabu Flotylli Wiślanej. W 1921 roku awansował na komandora porucznika. Od 1921 roku dowodził kanonierką ORP „Komendant Piłsudski”. W latach 1922–1924 dowodził Flotyllą Wiślaną w Toruniu, a następnie do 1927 roku Flotyllą Pińską w Pińsku. Z dniem 30 kwietnia 1927 roku przeniesiono go w stan spoczynku.
Zamieszkał w Toruniu i był działaczem Ligi Żeglugi Polskiej, później Ligi Morskiej i Rzecznej. Po II wojnie światowej przeniósł się do Lublina, gdzie zmarł 13 czerwca 1969 roku.